# Macroramphosus gracilis
Macroramphosus gracilis (Lowe, 1839) é um pequeno peixe actinopterígeo, com até 15 cm de comprimento, pertencente ao género Macroramphosus. Tem uma distribuição natural pelas regiões tropicais dos oceanos, em águas entre os 50 e os 500 m de profundidade.